# Geschichte Sambias
Die Geschichte Sambias umfasst die Entwicklungen auf dem Gebiet der Republik Sambia von der Urgeschichte bis zur Gegenwart.

## Vorzeit
Ein Schädelfund in Kabwe („Kabwe 1“) bezeugt eine frühmenschliche Besiedlung um 300.000 bis 120.000 v. Chr. ebenso wie die späteren prähistorischen Malereien am Kifubwa Felsen bei Solwezi wie sie bis Lilongwe zu finden sind und auf eine Besiedelung durch San schließen lassen. Dies Siedlungsgebiet der San scheint nach Norden geographisch von der Lundaschwelle und dem südlichen tansanischen Hochland begrenzt gewesen zu sein. Ihr Kernland war offenbar immer Simbabwe, die Gebiete nördlich und südlich davon gehörten zur Wanderungsperipherie. Offenbar ernährten sie sich von Früchten, Nüssen und Wurzeln, aber auch von erlegtem Wild. Es scheint starke Entwicklungsunterschiede gegeben zu haben.
Um Christi Geburt wurde in Sambia eine Population von vorwiegend Jägern und Sammlern von intensiver wirtschaftenden Nomaden mit Vieh verdrängt, die mutmaßlich ebenfalls San waren. Die in Sambia gefundenen Felszeichnungen aus der Vorzeit sind bei weitem nicht so differenziert wie jene in Simbabwe.

## Frühzeit
In der Nähe bei Kalundu Mound bei Kalomo finden sich Reste einer Siedlung der „Dambwa-Gruppe“ aus dem 9.–12. Jahrhundert, den ersten Ackerbauern in dieser Region, die die Jäger und Sammler der „Kalundu-Gruppe“ assimilierte.
Aus dem 7. Jahrhundert finden sich im Nordwesten Sambias Siedlungen von Menschen, die den Gebrauch von Eisen kannten und somit das Sambesiquellgebiet sowie das Gebiet südlich davon überhaupt erstmals besiedeln konnten. Die archäologische Fundstätte Ingombe Ilede an der Mündung des Flusses Lusitu in den Sambesi nahe Siavonga, im vom Karibastausee überfluteten Teil, bietet Artefakte von Textilien, die vermutlich aus Indien stammen, Glocken, die in Westafrika gefertigt worden sind, Kupferbarren, Gold, das vermutlich in Munhumutapa gewonnen wurde, Keramik, deren Tradition nach der Fundstätte benannt wurde, sowie Tonwaren mit einer höheren Qualität als irgendwo sonst in Sambia vor 1500. Es werden Handelsbeziehungen über Munhumutapa vermutet, eine Handelsachse von Nord nach Süd. Ingombe Ilede erreichte seine Blütezeit zwischen 1300 und 1500. Die Fundstücke liegen im Livingstone Museum.
Um 800 erreichten die ersten bantusprachigen Völker, vermutlich Vorfahren der Tonga, vom Kongobecken her nördlichste Teile Sambias. Mit dieser Einwanderung verschob sich erstmals die Nordgrenze des Siedlungsgebietes der San nach Süden. Diese Einwanderer waren Ackerbauern und Viehhirten. Komplexe Überlagerungen von Zeichnungen in Höhlen im Nordosten Sambias belegen, dass Einwanderer diese als Heiligtümer übernahmen. Vieles spricht für ein langsames Infiltrieren der Bantu in sambisches Gebiet.
Fast zeitgleich zu der Kupfergewinnung in Munhumutapa lässt sich für die Zeit um 1000 im sambischen Kansanshi der erste Kupferbergbau nachweisen. Es finden sich aus dieser frühen Zeit Kupferbarren, die möglicherweise als Währung benutzt wurden. Der Kupferbergbau erlebt seine Blütezeit jedoch erst in der Zeit zwischen dem 16. und 19. Jahrhundert, als die des Kupferbergbaus in Munhumutapa längst beendet ist. Querverbindungen lassen sich bisher hier weder in Technologie noch in Siedlungsweise herleiten.
Ab 1000 erreichen die ersten Swahilihändler vom Indischen Ozean her vereinzelt und sukzessive den Osten Sambias. Ihre Handelsinteressen betreffen Sklaven, Kupfer, Gold und Elfenbein. Die ältesten Handelsplätze der Swahili finden sich auf sambischem Gebiet dort, wo sich längst Vorposten und Siedlungen von Munhumutapa fanden wie Zumbo. Dieser Handel mit der arabisch-asiatischen Region entwickelte sich in diesem Gebiet offenbar von Inhambane her, lange bevor er von Sansibar aus einen neuen, völlig eigenständigen Anlauf von Norden her nahm.
Aus der Zeit um 1200 finden sich auf dem Batoka-Plateau in Südsambia Tonwaren, deren Muster noch heute gebraucht werden. Da ähnliche Töpferwaren – Luangwa-Tradition genannt – auch im Nord-, Ost- und Zentralsambia, sowie in Malawi und Mosambik gefunden wurden, die sich nur in den Mustern unterscheiden, werden unterschiedliche Einwanderungswellen angenommen, was auf Bantu, konkret auf Chewa und Bemba, verweisen würde. Diese Einwanderung setzt die Existenz des Königreich Baluba voraus.
Aus der Zeit des 14. Jahrhunderts finden sich einige Gräber bei Kalomo, in denen Tote mit Ornamenten aus Seemuscheln und exotischem Glas beigesetzt wurden.
Die Zeit von 1400 bis 1800 liegt weitgehend im Dunkeln, aber es war die Zeit der höchsten Kupferproduktion in Kansanshi. Handelswege an den Indischen Ozean bestanden, die Abnehmer des Kupfers sind aber unbekannt.

## Einwanderung bantusprachiger Völker und Sklavenhandel

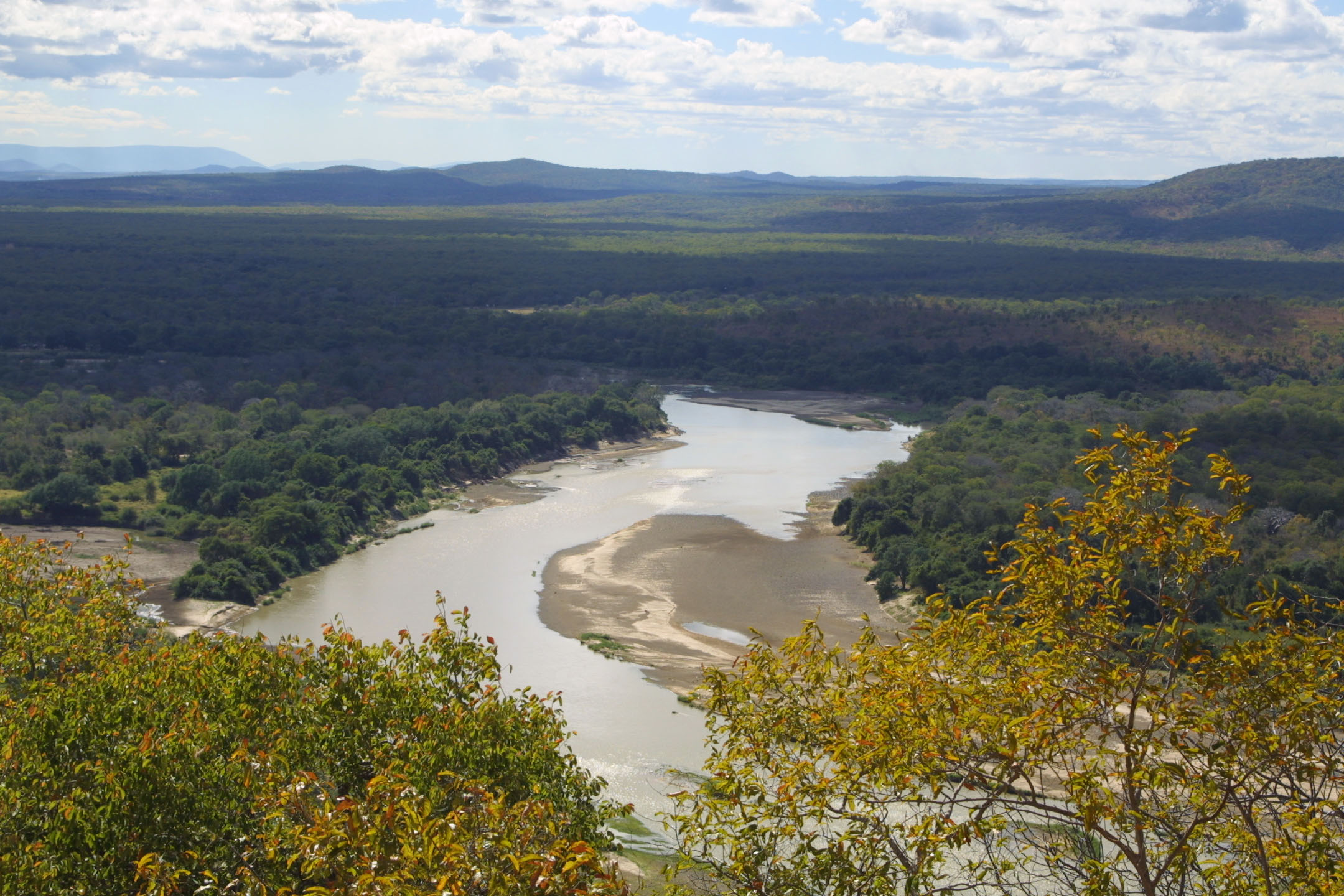
Tal des Luangwaflusses

Ab 1450 siedelten die ersten Wellen bantusprachiger Stämme und Volksgruppen im Gebiet des heutigen Sambia. Deren größte Zuwanderung fand allerdings erst in der Zeit zwischen dem späten 17. und frühen 19. Jahrhundert statt. Zu den ersten Einwanderungswellen gehörten die Chewa und die Bemba, Stammesgruppen, die nicht sehr groß gewesen sein können. Vermutlich zogen sie in kleinen Gruppen das Luapulatal hinauf, über das Muchinga-Gebirge hinweg und das Luangwatal hinunter, von wo aus sie das Gebiet auf dem gegenüberliegenden Ufer vom heutigen Tete am Sambesi erreichten, in dem sie so ab 1480 siedelten. Um 1600 bestand auch das Königreich der Lunda in den Luapulaauen am Mwerusee.
Parallel dazu gab es ab 1600 von Westen her erste Siedlungen von Portugiesen in Zumbo und Petauke, die arabischen Handelsplätzen (auch für den Sklavenhandel) folgten, die ihrerseits von Osten her Siedlungen von Munhumutapa genutzt hatten. Die Portugiesen stießen auf Swahili sprechende Händler und Machthaber. Entlang der Sklavenrouten verbreitete sich auch die Nutzung der aus Südamerika stammenden Cassava als Nahrungspflanze.
1835 erreichte im Zuge der Mfecane eine Siedlungswelle der Nguni aus Südafrika von Südosten her den Osten Sambias, die Dedza-Berge und das Hochland der Viphya Mountains. Ihnen folgen von Süden ab 1838 die Kololo, die rückwandernd den Westen Sambias in der Barotseebene erreichten und dort das Königreich der Lozi gründen.
Die San waren in dieser Zeit offenbar schon nach Süden hin in Richtung des Oberlaufs des Sambesi abgedrängt und jedenfalls auf ein (vermutlich sekundäres) Wildbeuterdasein reduziert.

## Missionare und britischer Kolonialismus

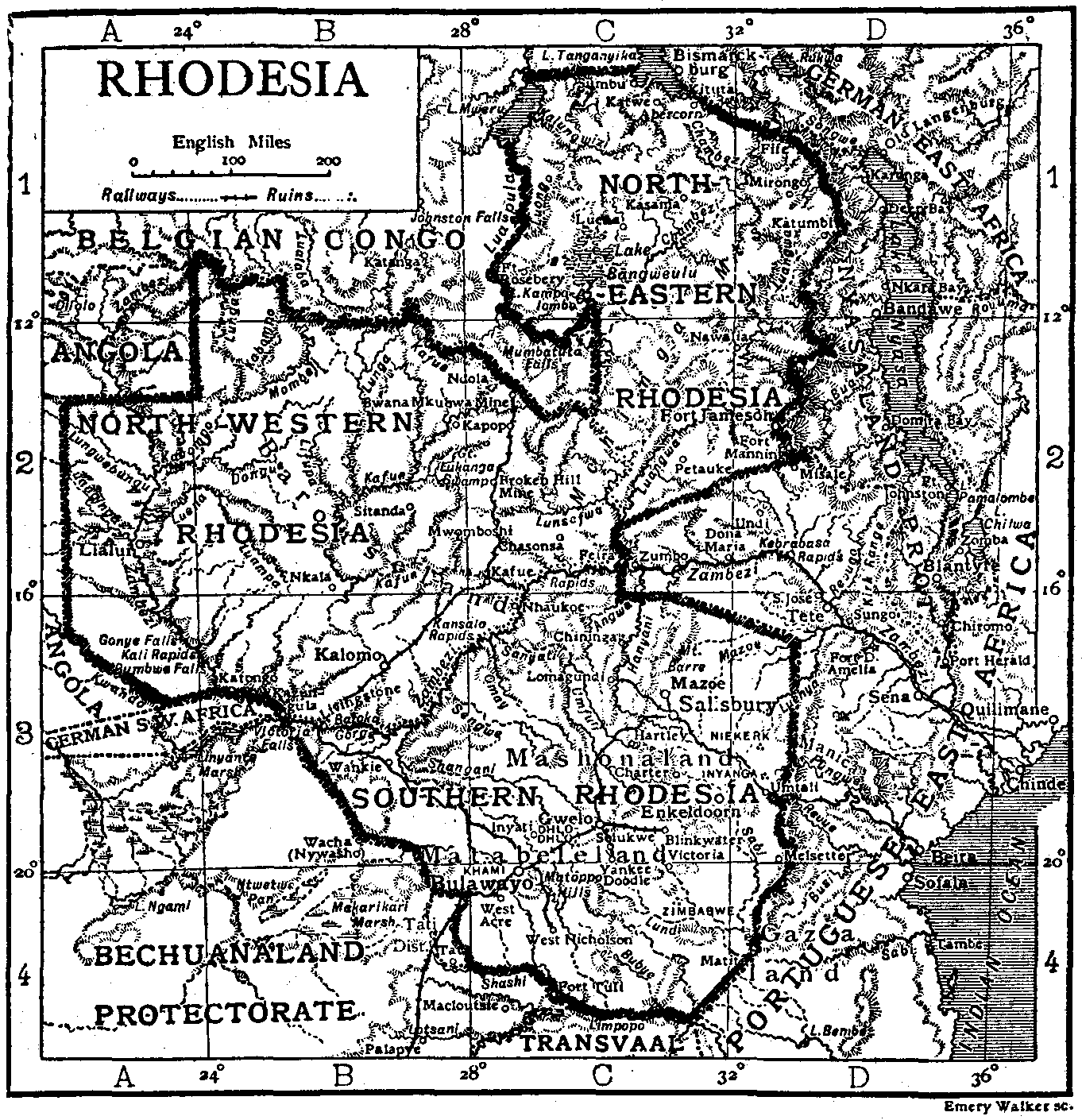
Karte von Rhodesien (1911)

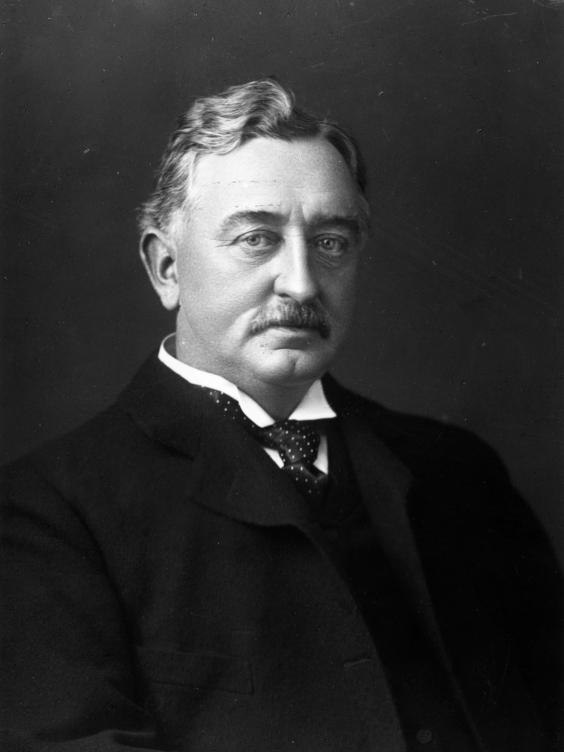
Cecil Rhodes

Flagge Nordrhodesiens 1939–1954

1851 erreichte David Livingstone erstmals das heutige Sambia, 1855 sah er als erster Europäer die Victoria-Fälle und 1873 die Bangweulusümpfe. Die erste Missionsstation wurde 1884 durch François Coillard in Sesheke im Königreich Barotse eingerichtet.
1888 erwarb der Brite Cecil Rhodes Schürfrechte von lokalen Herrschern. 1890 wurde das Gebiet Teil des nach Rhodes benannten Rhodesien. Das britische Interesse für das Land begründete sich in den gefundenen Rohstoffen, vor allem den Kupfererzlagern. Eine nennenswerte kolonialpolitische Konkurrenz mit Portugal, Belgien oder Frankreich bestand nicht, auch die ersten Reichskanzler des Deutschen Reiches von 1871, Bismarck und Caprivi, wirkten dem ausdrücklich nicht entgegen.
1902 wurde der erste Kupferbergbau in Luanshya in Betrieb genommen. Ihm folgte eine erst langsame, ab den 1930er Jahren rasante Erschließung des Copperbelt mit Infrastruktur. Schon 1909 wurde die Eisenbahnstrecke von Livingstone nach Ndola fertiggestellt. Das Gebiet gewann eine starke Eigendynamik, zumal sich das Sambesi-Tal mit seinen steilen Schluchten als unüberwindliche geographische Barriere erwies, die jeder politischen Einheit Rhodesiens entgegenstanden. 1923 wurde das heutige Sambia unter britischem Protektorat zu „Nordrhodesien“ und somit eigenständig. Die Erschließung des Copperbelt seit Anfang der 1930er Jahre mit dem Aufschwung der Kupferförderung nahm nun in großem Umfang zu.
1918 wurde die deutsche ostafrikanische Kolonialtruppe („Schutztruppe“) unter Generalmajor Paul von Lettow-Vorbeck militärisch aus dem damaligen Deutsch-Ostafrika in den Nordosten des späteren Sambia abgedrängt und kapitulierte dort im Rahmen des Waffenstillstandes am Ende des Ersten Weltkrieges. Im Übrigen aber blieben europäische Auseinandersetzungen im heutigen Sambia eine unbedeutende Episode.
Stattdessen nahm die Konfrontation zwischen Briten und Schwarzafrikanern zu. 1930 fand der erste Streik der Bergbauarbeiter statt, die zunächst zwar keine Gewerkschaften gründen durften, jedoch Wohlfahrtsorganisationen. Weitere Streiks gab es 1940 und 1956. Da sich die Briten auch in Nordrhodesien immer als Gentry respektive Herrenkaste fühlten, einrichteten und so auftraten, gewährten sie ihren Arbeitern gewisse Rechte, doch niemals Gleichheit. Da diese Arbeiter alle Schwarzafrikaner waren, gewann dieser Gegensatz rasch eine klassenkämpferische Dimension.
1946 wurde die Federation of African Welfare Societies gegründet, die erste „vorpolitische“ Partei der Bantu, die aus ihrer Arbeiterbewegung hervorgegangen war. Diese wollten gleiche Rechte. 1958 lebten 70.000 Weiße im Copperbelt und dominierten die bantusprachigen Völker politisch, wirtschaftlich, sozial und kulturell. Krasse Gegensätze der Lebensweise zwischen Europäern, die zunehmend auch von der Apartheid-Politik Südafrikas beeinflusst waren, wo man sich von Nordrhodesien ein nördliches Bollwerk gegen afrikanische Unabhängigkeitsbestrebungen versprach, und den Dörfern, in minderem Maße den Werkssiedlungen der Schwarzafrikaner entstanden. Die letzte Pocken-Epidemie 1963/64 traf die ungeimpften Schwarzafrikaner, nicht die Briten.

## Weg in die Unabhängigkeit
Nach dem Zweiten Weltkrieg folgte eine Phase der kolonialen Reorganisation durch die Briten. Von 1953 bis 1964 war Nordrhodesien Teil der Zentralafrikanischen Föderation, zusammen mit Südrhodesien (heute Simbabwe) und Njassaland (heute Malawi). Diese drei Länder sollten sich wirtschaftlich ergänzen und ihre Administration sollte vereinfacht werden. Nordrhodesien besaß den industriellen Kupferbergbau, die Agrartätigkeiten britischer Kolonisten prägte in besonderer Weise das heutige Simbabwe und in Malawi gab es Plantagenwirtschaften in kleinem Rahmen. In Nordrhodesien wirkte der wirtschaftliche und soziale Impuls der Kolonialmacht nur entlang des Kupferbergbaus im Copperbelt und der Transportwege des Kupfers an die ostafrikanische Küste oder nach Südafrika. Der Rest des Landes blieb hingegen fast unberührt, diente lediglich als Quelle für die Arbeitskräfte der Minen. Das Kupfer hatte viel schnelles Geld generiert, aber viel weniger als in den beiden anderen landwirtschaftlich geprägten Ländern verblieb es in Nordrhodesien. Das hatte die politischen Ziele der Unabhängigkeitsbewegungen aller drei Länder und ihrer politischen Parteien bis heute geprägt und die spezifische wirtschaftspolitische Akzentsetzung der vergangenen Kolonialzeit wirkt bis heute nach.
Die Verfassung von 1959 als Gliedstaat der Zentralafrikanischen Föderation garantierte europäischen, indischen und afrikanischen Frauen und Männern das Wahlrecht, allerdings unter strengen Einschränkungen in Bezug auf Staatsangehörigkeit, Aufenthaltsstatus, Bildung und Eigentum. Diese Beschränkungen schufen ein großes Ungleichgewicht zugunsten der weißen Bevölkerung. Die ersten Direktwahlen wurden am 30. Oktober 1962 unter einem deutlich ausgeweiteten Wahlrecht abgehalten. Diese führten zur Unabhängigkeit Sambias und waren die ersten Wahlen, bei denen das aktive und passive Frauenwahlrecht galt. Im Oktober 1964 wurde bei der Unabhängigkeit das allgemeine Wahlrecht für Erwachsene erreicht.

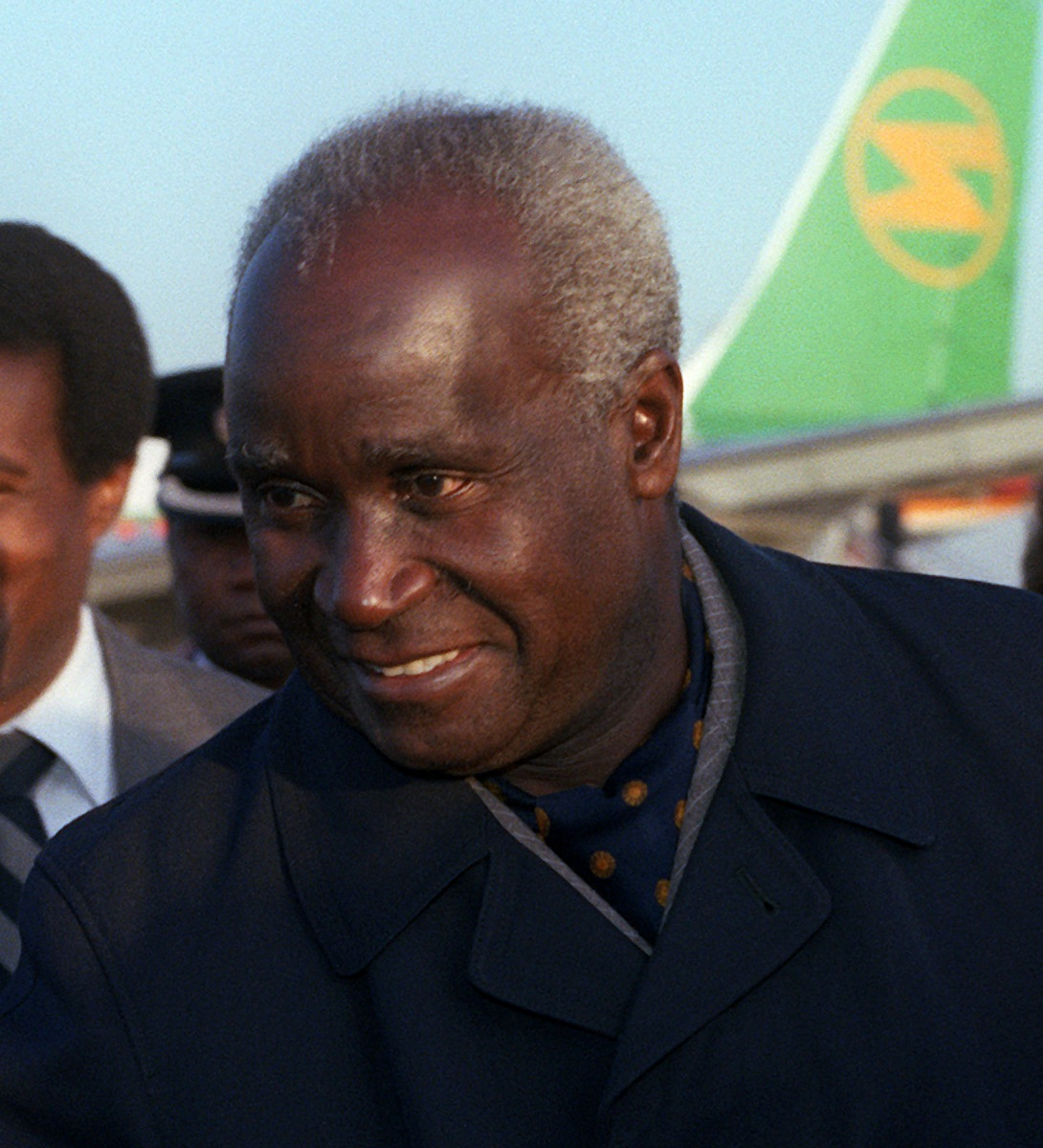
Kenneth Kaunda (1983)

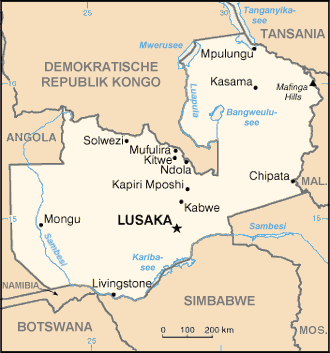
Sambia nach der Unabhängigkeit

Am 24. Oktober 1964 gewann Sambia unter der Präsidentschaft von Kenneth Kaunda die faktische Unabhängigkeit von Großbritannien, blieb jedoch Mitglied des Commonwealth. Noch im britischen Protektorat Nordrhodesien gewann Kenneth D. Kaunda 1964 mit der United National Independence Party (UNIP) die Regierungsmacht und setzte die Unabhängigkeit durch. Drei Personen bestimmten den Geist dieser Zeit: Kenneth Kaunda, Simon Kapwepwe und Alice Lenshina. Alle drei kamen aus dem Distrikt Chinsali, waren erst Mitstreiter, dann einander gefährliche Gegner. Kaunda führte faktisch das Prinzip der wirtschaftlichen Monostruktur fort, förderte die Ansiedlung in den Ballungsräumen an der Eisenbahnstrecke und vermochte keine Perspektiven für die ländlichen Subsistenzbauern zu entwickeln. Das ging solange gut, wie der Kupferpreis auf dem Weltmarkt hoch und die Exporthäfen erreichbar waren. Als 1965 Rhodesien die Grenze zu Sambia schloss, weil nach der einseitigen Erklärung der Unabhängigkeit der weißen Großbauern dort das Land von den Vereinten Nationen mit Sanktionen belegt wurde, blieb die Benguelabahn für Sambia der einzige Zugang zum Meer, was durch den Bürgerkrieg in Angola zunehmend unsicher wurde.
1964 wurde die University of Zambia in Lusaka gegründet, die zunächst auch stark auf dem ehedem angesehenen (zumeist ethnosoziologisch in ganz Zentralafrika arbeitenden) Rhodes-Livingstone Institute of Social Research fußt. Ab 1965 unterstützte Sambia zunehmend politische afrikanische Befreiungsbewegungen in Nachbarländern wie die Union for the Total Liberation of Angola (UNITA), die Zimbabwe African Peoples' Union (ZAPU), den African National Congress of South Africa (ANC) und die South-West Africa People’s Organisation (SWAPO).
Durch den natürlichen Reichtum an Kupfererzvorkommen im Copperbelt und im Nordwesten des Landes erlangte Sambia im Welthandel eine vorteilhafte Stellung. Im Jahr 1969 lag Sambia im weltweiten Kreis der Kupferproduzenten mit 12 Prozent an dritter Stelle. Zeitweise hielt der Kupferbergbau etwa 40 Prozent am Bruttoinlandsprodukt und bewirkte mit Abstand den größten Exportanteil. Schwankungen des Weltmarktpreises für Kupfer bewirkten 1971 und 1972 beträchtliche Verluste bei den Staatseinnahmen. Im Jahre 1975 hielt Sambia nur noch 4 Prozent im internationalen Rahmen und fiel als Förderland auf die 5. Stelle in der Welt. Mitunter sanken die Produktionskosten unter die erzielten Erlöse im internationalen Handel. Seit den 1970er Jahren war in Sambia viel ausländisches Kapital im Rohstoffsektor vorhanden, mit Schwerpunkt aus Südafrika. Größtes Bergbauunternehmen in Sambia war die südafrikanische Anglo American Corporation. Trotz politischer Antagonismen zwischen beiden Ländern erwies sich das Unternehmen als besonders flexibel und anpassungsbereit. Die freundschaftlichen Beziehungen zwischen Harry Frederick Oppenheimer und Kenneth Kaunda ermöglichten eine solche Zusammenarbeit. Mit dem Einfluss von Oppenheimer konnte Sambia während dieser Zeit auch Schwierigkeiten bei der Nutzung von internationalen Transportrouten für seinen Export überwinden oder verringern.

## Entwicklungsland und Demokratie
1990 ließ Kaunda nach massivem innenpolitischen Druck und dem Druck der internationalen Geberländer die erste demokratische Mehrparteienwahl seit der ersten Republik zu. 1991 wurde Frederick Chiluba nach einer Verfassungsänderung und damit verbundenen Parteigründungen zum neuen Präsidenten gewählt, die neue Regierungspartei war nun das Movement for Multiparty Democracy (MMD).

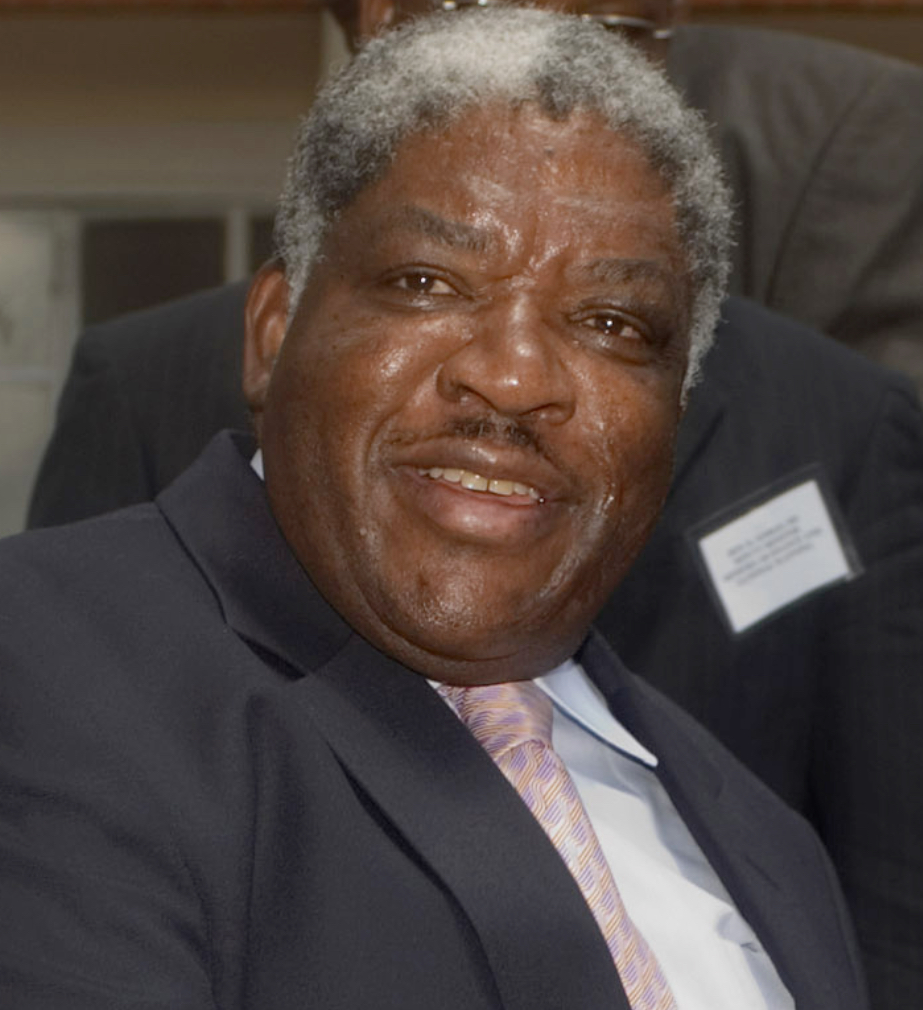
Levy Mwanawasa

Doch war 1995 die Pro-Kopf-Verschuldung Sambias eine der höchsten der Welt. Am 2. Januar 2002 wurde in einer umstrittenen Wahl, die EU-Beobachter als chaotisch und nicht fair bezeichnen, Levy Mwanawasa Präsident. Er verstarb jedoch am 19. August 2008 im Amt. Der kommissarisch amtierende Vizepräsident Rupiah Banda wurde als sein Nachfolger gewählt und führt die Amtszeit zu Ende. 2011 wurde Michael Sata (Patriotic Front, PF) zum Präsidenten gewählt. Dieser starb am 28. Oktober 2014 im Amt. Vizepräsident Guy Scott übernahm kommissarisch das Amt. Im Januar 2015 gewann Edgar Lungu (ebenfalls PF) die Präsidentenwahlen; Vizepräsidentin wurde mit Inonge Wina erstmals eine Frau.
Am 11. August 2016 fanden gleichzeitig Präsidentschafts-, Parlaments- und Kommunalwahlen statt. Außerdem wurde über eine Verfassungsänderung abgestimmt. Lungu wurde mit knapper Mehrheit im ersten Wahlgang wiedergewählt.
Im Zuge der COVID-19-Pandemie in Sambia geriet das Land an den Rand der Zahlungsunfähigkeit bei Krediten von chinesischen Banken. Das Land hatte sich beim Ausbau der Infrastruktur abhängig von chinesischen Staatsbanken gemacht.